# Siarczek srebra
Siarczek srebra, Ag
2S – nieorganiczny związek chemiczny z grupy siarczków, sól kwasu siarkowodorowego i srebra. Jest to czarne ciało stałe powstające na powierzchni srebra w kontakcie z powietrzem zawierającym śladowe ilości siarkowodoru. W przyrodzie występuje w postaci minerału argentytu.
Iloczyn rozpuszczalności siarczku srebra w warunkach kwasowych Kspa wynosi 6×10−30. Jest to iloczyn wyznaczany dla reakcji:
Ag
2S
(s) + 2H+
 ⇌ 2Ag+
 + H
2S
(aq)
z uwagi na hydrolizę jonów S2−
 i ich bardzo małe stężenie w roztworze, a więc małą przydatność iloczynu rozpuszczalności wyznaczanego w typowy sposób.